# Kitty Crowther
Kitty Crowther, född 4 april 1970 i Bryssel, är en belgisk författare och illustratör, som belönades med Litteraturpriset till Astrid Lindgrens minne 2010.
Kitty Crowthers produktion består framför allt av egna bilderböcker men hon har även illustrerat andra författares verk. Hon använder ibland väsen ur sagotraditionen och förnyar dem genom att låta dem möta vårt moderna liv. Teman som återkommer i böckerna är ensamhet och att ta kontroll över sitt eget liv. Där gestaltas ofta hur svaghet kan övergå i styrka och hennes lojalitet med barnen är total.
Crowthers far är från Storbritannien och hennes mor från Sverige.
Kitty Crowther besökte Sverige och bokfestivalen för barn och unga LitteraLund 2008, då hon hade ett seminarium, höll workshops för skolbarn och deltog i ett program på Skissernas museum i Lund.

## Böcker i svensk översättning
- Min vän Jim (Mon ami Jim) (översättning Karolina Eriksson, Eriksson & Lindgren, 1998)
- Sov gott, lilla groda (Scritch scratch dip clapote) (översättning Karin Nyman, Eriksson & Lindgren, 2005)
- Vakna Ivo! (Le réveil) (översättning Moa Brunnberg, Eriksson & Lindgren, 2005)
- Ivo & Vera på bio (Au cinéma) (översättning Moa Brunnberg, Eriksson & Lindgren, 2007)
- Är det dags? (Alors?) (översättning Gun-Britt Sundström, Bergh, 2008)
- Den lille mannen och Gud (Le petit homme et Dieu) (översättning Lennart Hellsing, Rabén & Sjögren, 2011)
- Fotbollsmatchen (Le football) (översättning Moa Brunnberg, Rabén & Sjögren, 2011)
- Rotbarnet (L'enfant racine) (översättning Gun-Britt Sundström, Bergh, 2011)
- Lilla Döden hälsar på (La visite de Petite Mort) (översättning Gun-Britt Sundström, Bergh, 2012)
- Annie från sjön (Annie du lac) (översättning Joar Tiberg, Rabén & Sjögren, 2013)
- Ivo & Vera går och fiskar (À la pêche) (översättning Moa Brunnberg, Rabén & Sjögren, 2014)
- Mamma Medusa (Mère Méduse) (översättning Joar Tiberg, Rabén & Sjögren, 2015)
- Jag och ingenting (Moi et Rien) (översättning Gun-Britt Sundström, Bergh 2015)[6]

Endast illustratör
- Toon Tellegen: Ekorrens födelsedag (De verjaardag van de eekhoorn) (översättning Birgit Lönn, Alfabeta, 2003)
- Astrid Lindgren: Tomten är vaken (Rabén & Sjögren, 2012) [efter Viktor Rydbergs dikt "Tomten"]
- Ulf Stark: Rymlingarna (Piratförlaget, 2018) [texten skriven 2017]